# Variable Print Specification
Variable Print Specification (VPS; deutsch variable Druckspezifikation) ist eine PostScript-ähnliche Seitenbeschreibungssprache für Vollfarb-Digitaldruckaufträge (maschinennah). Mit dieser Sprache wird festgehalten, welche grafischen und sonstigen Elemente beim Druck verschiedener Seiten von Seite zu Seite gleich bleiben und welche sich auf jeder Seite ändern.
Wenn ein Digitaldrucksystem VPS versteht, kann es schneller rastern. Ansonsten wäre eine Übergabe von Einzelbildern an das Drucksystem nötig, was ein höheres Datenvolumen nach sich zieht.
Um VPS nutzen zu können, muss eine Software vorhanden sein, die das VPS-Format erzeugen kann (VPS producer) und ein Drucksystem, dessen Raster Image Processor (RIP) VPS versteht (VPS consumer). Beispielsweise sind einige Geräte von Xerox in der Lage, VPS zu verarbeiten.
VPS wurde von der Scitex Corporation Ltd. entwickelt und wird heute von Creo Inc. (von Kodak übernommen) betreut.